# Diatronic
Die diatronic ist eine Maschine für die Herstellung von Schriftsatz und arbeitet im Fotosatzverfahren. Sie wurde 1967 von der Hermann Berthold AG entwickelt. Die Maschine arbeitet optomechanisch, das bedeutet, die Schriftzeichen werden durch eine Negativschablone auf das Fotomaterial belichtet. Als Kompaktgerät vereint die Maschine Tastatur, Recheneinheit und Belichter in einem Gehäuse.

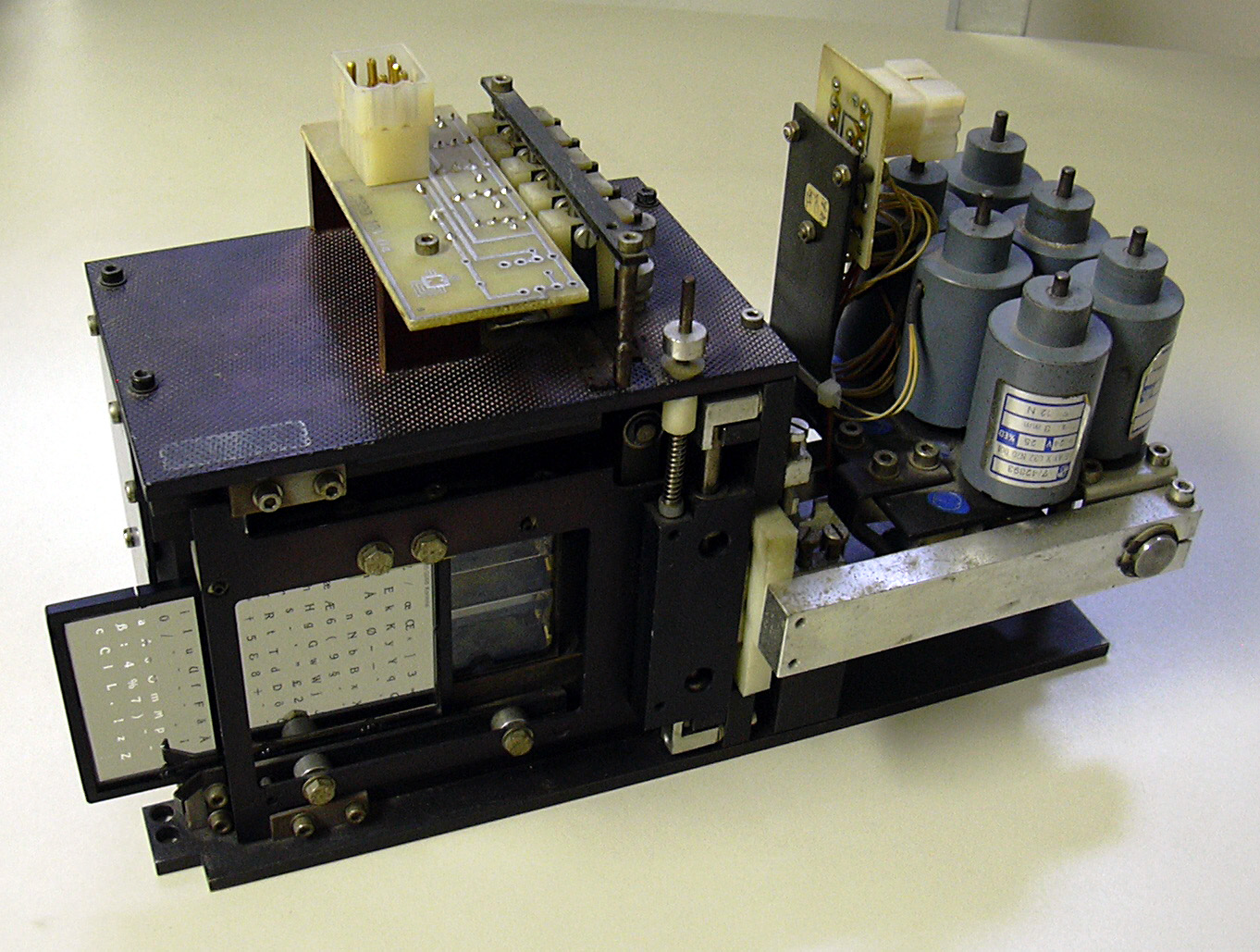
Das ausgebaute Stellwerk einer diatronic. Die Schriftscheibe (links) wird so vor dem optischen System bewegt, dass entweder Großbuchstaben oder Kleinbuchstaben mit den Fenstern des Stellwerks ausgerichtet sind. Im Stellwerk werden die Abbildungen durch mehrere von den Hubmagneten bewegte Prismenebenen gefiltert, damit das gewählte Zeichen auf den Film belichtet wird.

## Aufbau und Funktion
Die diatronic ist eine Maschine mit Direkteingabe, sie kann nicht automatisch gesteuert werden (z. B. durch einen Lochstreifen). Text wird über eine elektronische Tastatur mit QWERTZ-Layout und zusätzliche Tasten für Steuerbefehle erfasst. Die Tasten sind gegeneinander verriegelt, um eine ungewollte Mehrfachbelichtung zu verhindern.
Die Maschine hat keinen Bildschirm, sondern ein Display, auf dem nur das zuletzt getippte Zeichen zu erkennen ist. Weitere Satzparameter, wie z. B. Schriftgröße, Zeilenabstand oder Seitenposition werden angezeigt. Auf einem Papierstreifen wird eine Klarschrift des Textes zur Kontrolle angefertigt.
Während des Setzens einer Zeile sind Korrekturen des Textes möglich, bevor die Maschine nach Druck einer Spezialtaste die Zeile automatisch ausschließt, die Satzart (z. B. Blocksatz, Mittelachsensatz oder Flattersatz) einstellt und die Daten der Zeile zur Fotoeinheit schickt. Dies erfolgt im Hintergrundbetrieb, während der Benutzer die nächste Zeile eingeben kann. In der Fotoeinheit werden die Zeichen durch Schriftscheiben mit Negativzeichen erzeugt. Die Maschine kann acht Schriftscheiben mit jeweils einem kompletten Satz aus Buchstaben und Ziffern in ihrem Magazin verwalten und daraus mehrfach gemischten Satz herstellen. Die erzielbare Schriftgröße liegt zwischen 6 und 20 Punkt. Belichtet werden bis zu 18000 Zeichen in der Stunde auf fotografisches Filmmaterial, das in einer Kassette in die Maschine eingelegt wird und ein Satzformat von 30 × 30 cm bietet.
Die Satzgeschwindigkeit der Maschine ist deutlich geringer als bei Modellen mit einer Lochstreifensteuerung. Auch arbeitet die Belichtungsanlage mit ihrer Halogenlampe langsamer als andere mit Elektronenblitz. Die Vorzüge der Maschine liegen in der Präzision und den Gestaltungsmöglichkeiten beim Satz.
Die mit der Diatronic eingeführte Schriftscheibe ist auch der Schriftträger für die weiteren Fotosetzgeräte von Berthold. Vor dem Stellwerk wird die Scheibe von einem Hubmagneten so positioniert, dass die Abbilder entweder der „Großbuchstaben“ oder der „Kleinbuchstaben“  in das Stellwerk gelangen. Im Stellwerk befinden sich mehrere Prismensätze, die durch Hubmagneten verschoben werden, so dass nur das Bild des erwünschte Zeichens den Ausgang des Stellwerks erreicht. Von dort wird der Lichtstrahl über eine Optik geführt, mit der die Schriftgröße eingestellt wird und dann auf einen drehbaren Spiegel, der ihn an der richtigen Stelle auf den Film projiziert. Während des Belichtens steht die Schriftscheibe, der Spiegel und der Film still und erzeugt damit Text von hoher Randschärfe und ist damit z. B. Trommelbelichtern mit rotierenden Zeichenträgern überlegen.
Die Diatronic war die erste Fotosetzmaschine, die horizontale und vertikale Linien in Stärken zwischen 0,1 und 3 mm setzen konnte. Mit ihren 300 programmierbaren Tabulatorstopps ist auch sehr umfangreicher Tabellensatz möglich. Das Belichten auf Blattfilm anstatt auf Rollfilm hat den Vorteil, dass jede Position auf der Seite wiederholt und in beliebiger Reihenfolge angesteuert werden kann. Damit können auch komplizierte Gestaltungen ohne zusätzliche spätere Montage direkt erstellt werden.